# Batalla del Fuerte del Sombrero
La Batalla del Fuerte del Sombrero fue una acción militar de la Guerra de Independencia de México, efectuada el 4 de agosto de 1817, en el Fuerte del Sombrero, que se encuentra a unos 12 km de la ciudad de Lagos de Moreno, Jalisco y a 20 km de la ciudad de León, Guanajuato. Los insurgentes comandados por el general Francisco Xavier Mina lograron derrotar en combate a las fuerzas realistas del mariscal Pascual Liñán que contaba con una fuerza de 2500 hombres y 14 cañones. En esta batalla el insurgente Pedro Moreno tuvo acción. Liñán sufrió grandes pérdidas, sin embargo logró mantener sitiado el fuerte. Liñán recuperaría el fuerte del Sombrero el 20 de agosto y el de los Remedios en Pénjamo el 27.